# كهف حايونيم
كهف حايونيم أو كهف هايونيم هو كهف جرفي من الجير الأبيض، على ارتفاع حوالي 250 متر فوق مستوى سطح البحر الحديث، يقع في الجليل الأعلى، فلسطين (توضيح).

## التاريخ
احتل الموقع مكانة كبيرة خلال العصر الحجري القديم الأوسط فترة موستيرية، من 250.000 سنة مضت إلى 100.000 سنة مضت، وبعد ذلك، خلال العصر الحجري الحديث وثقافة نطوفية منذ حوالي 12000 سنة.
وشمل استيطان موستيرية للكهف تقنية ليفالوا ديبيتاج وأوائل تقنية نصل من العصر الحجري القديم الأوسط، بالإضافة إلى سلسلة من المواقد.
في حايونيم، عُثر أيضًا على منحوتات جدارية تصور أشكالًا وحيوانات رمزية، مثل حصان يجري يعود تاريخه إلى ما بين 40،000-18،500، وربما يعود تاريخه إلى أورينياسية حوالي 28،000 سنة مضت، وهو يوجد في متحف إسرائيل. يعتبر هذا أول كائن فني يُعثر عليه في سياق العصر الحجري القديم الأعلى في بلاد الشام.
تميز الاستطيان النطوفي للكهف بغرف دائرية بأرضيات مهيأة، مع كومة سميكة من الحجر الصخري، وأشياء من الحجر الأرضي، وعظام مشغولة. كانت هناك عدة مواقد ومقابر فردية تقع في غرف مهجورة أو خارج الغرف المأهولة.

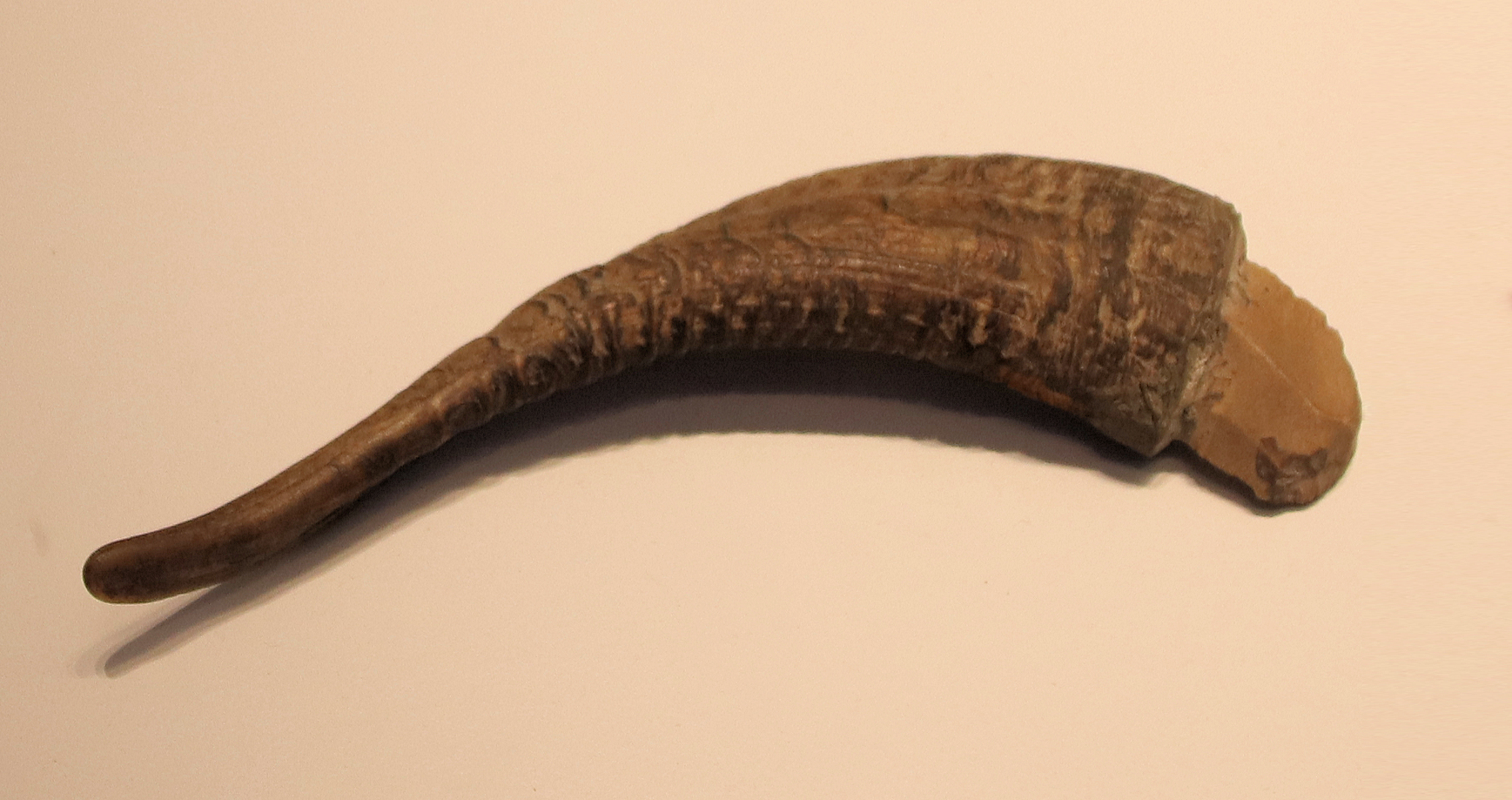
Flint end scraper with horn handle for working wood or leather, Late Stone Age, Hayonim Cave, 50000-22000 BP
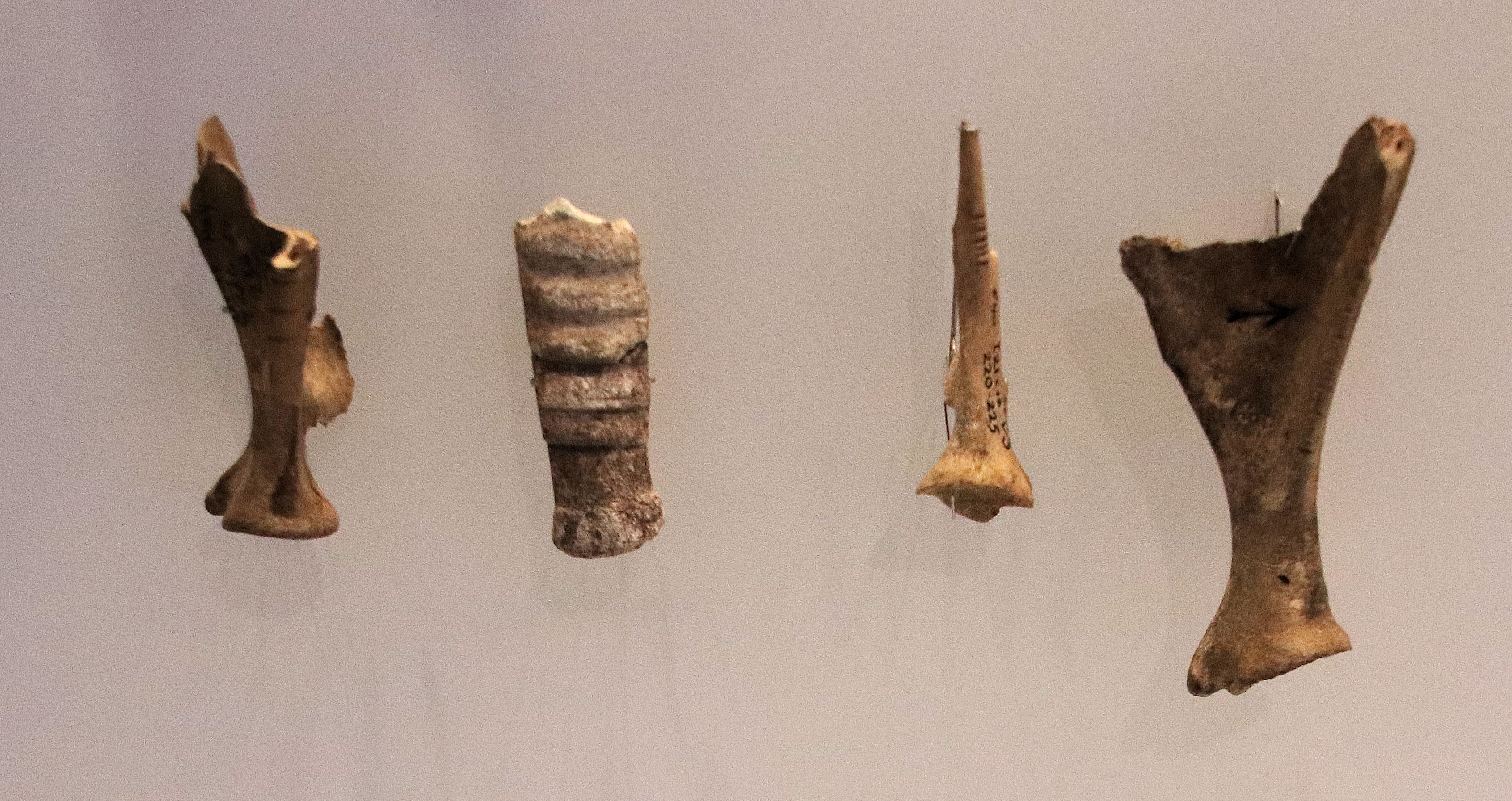
أورينياسية incised animal bones, Hayonim Cave, 28000 BP.
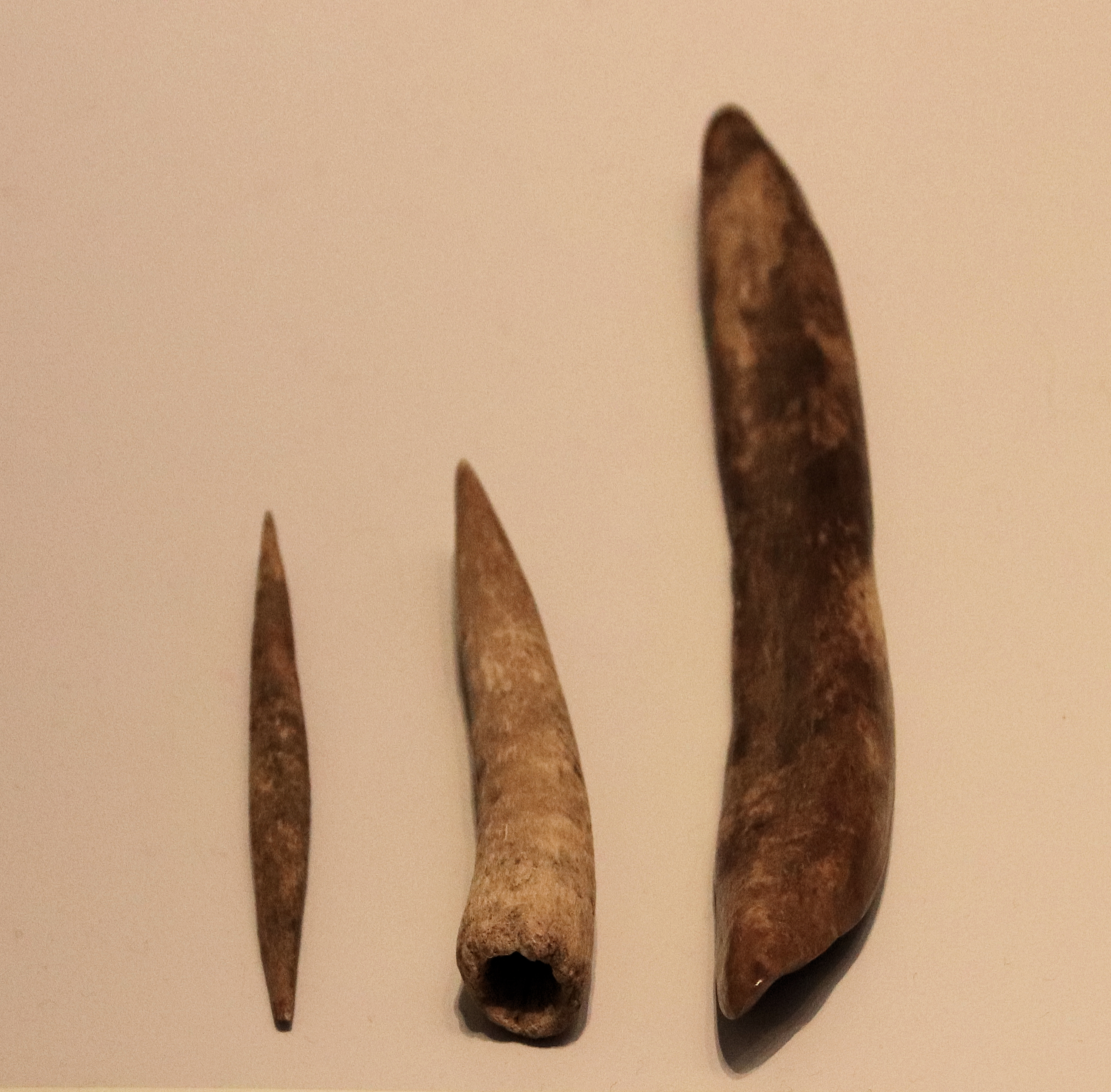
Aurignacian Culture bone tools (needdle, points and tools for punching holes), Hayonim Cave, 30000 BP.
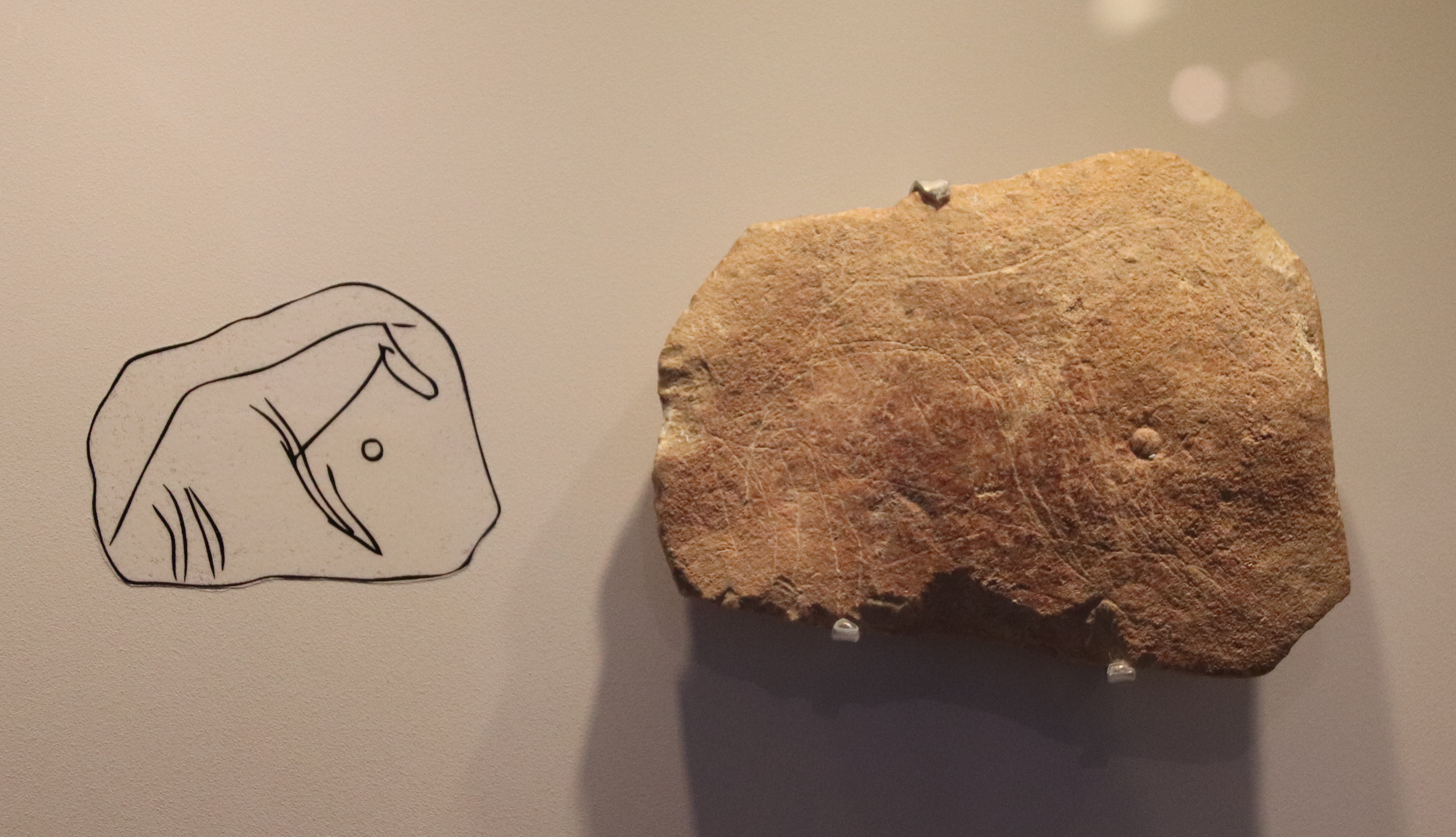
Carving of a horse, كهف حايونيم, 40,000-18,500 BP. متحف إسرائيل.
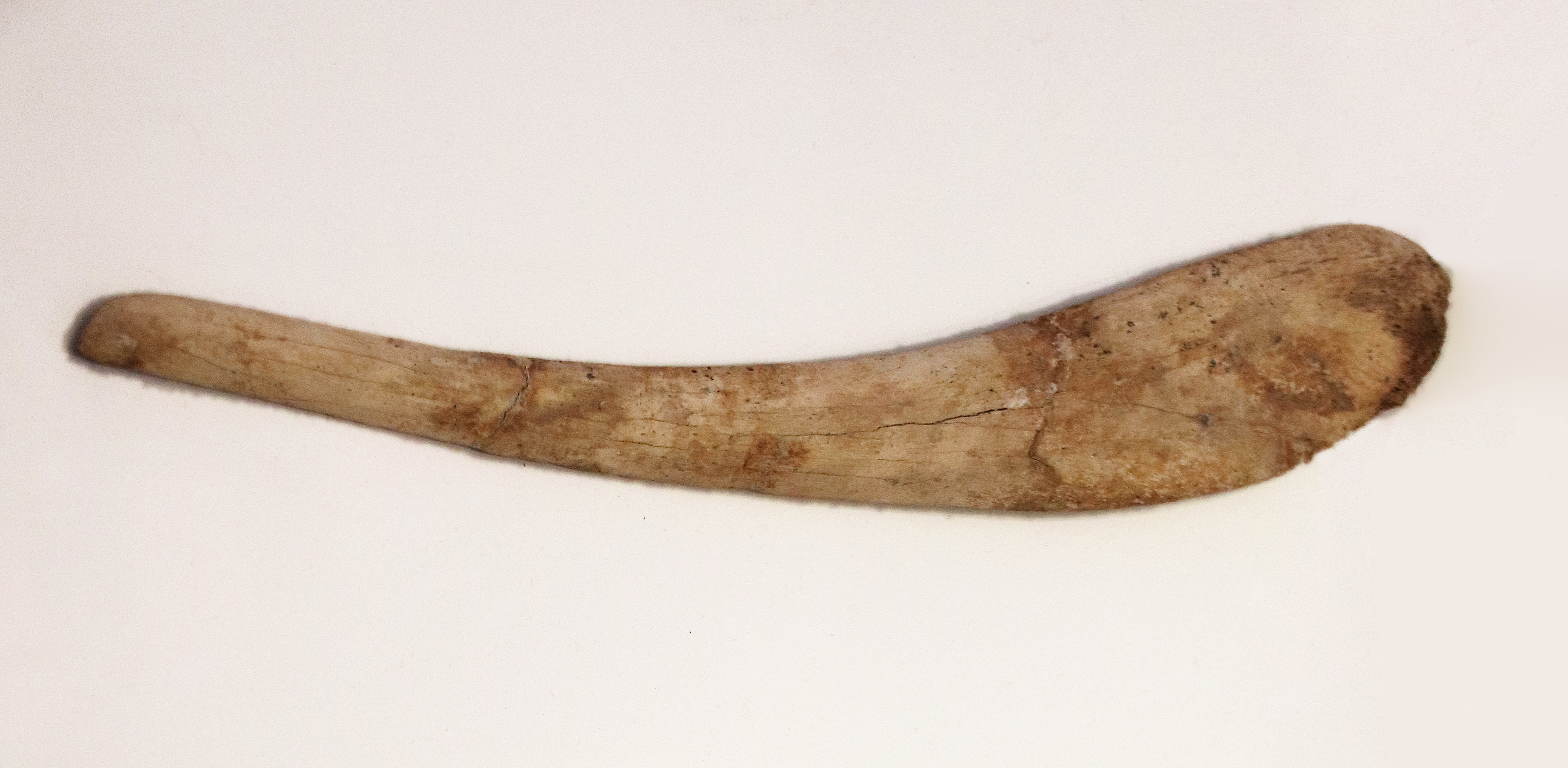
Bovine-rib dagger, Hayonim Cave, ثقافة نطوفية, 12500-9500 BC.
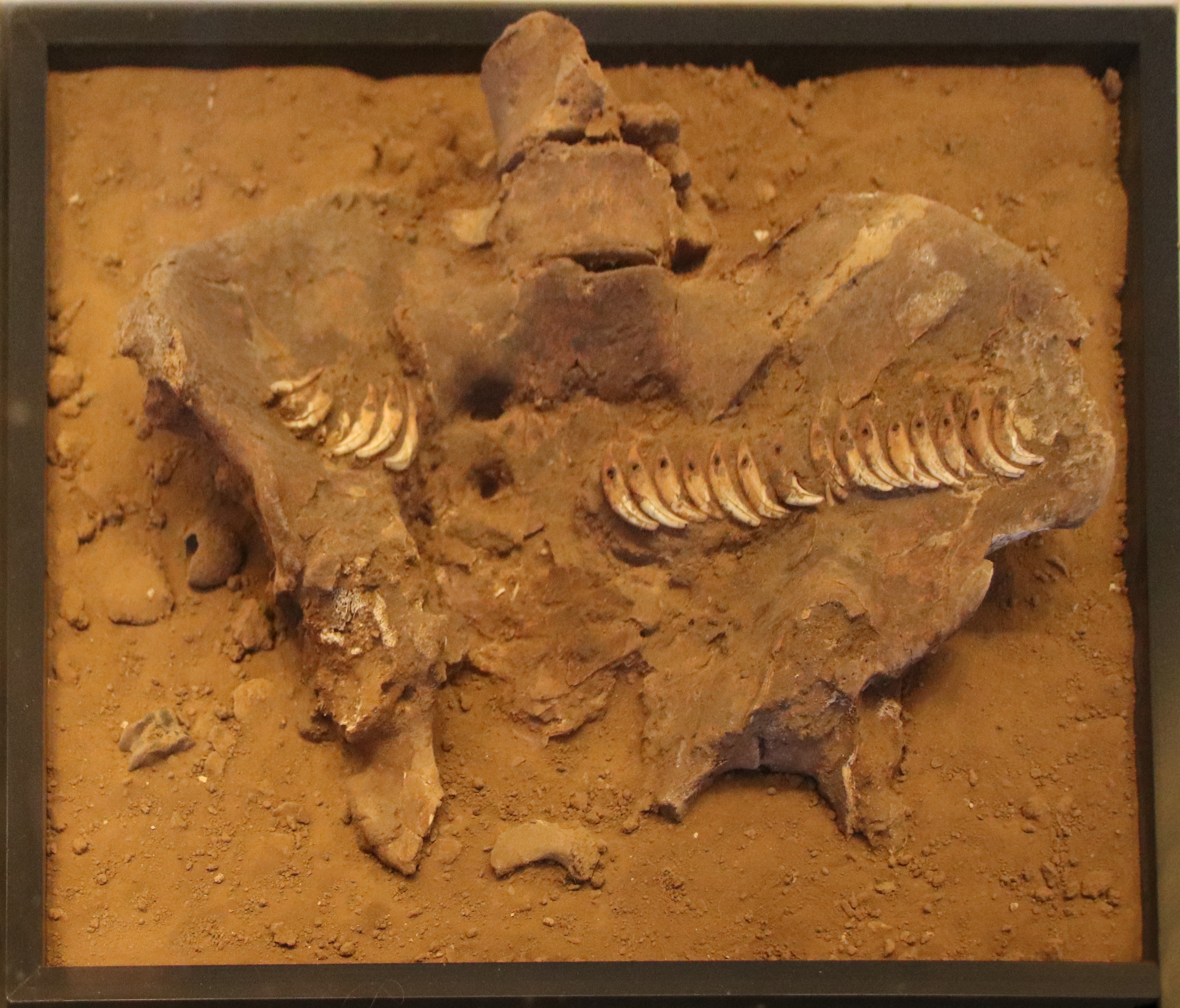
Woman's pelvis decorated with fox teeth, Hayonim Cave, Natufian Culture, 12500-9500 BC.